# サッカーヨルダン代表
サッカーヨルダン代表（サッカーヨルダンだいひょう）は、ヨルダンサッカー協会（JFA）によって構成される、ヨルダンのサッカーのナショナルチームである。ホームスタジアムは、首都アンマンにあるアンマン国際スタジアムとキング・アブドゥッラー・スタジアム。

## 概要
AFCアジアカップでは2004年大会、2011年大会、2019年大会、2023年大会で決勝トーナメント進出を果たしている。特に、2004年大会は初出場でのベスト8進出であり、準々決勝で敗退したが前回大会の覇者日本に対しPK戦まで持ち込んだ。2023年大会では、グループリーグ3位通過ながら決勝進出を果たした。
FIFAワールドカップには2026年北中米大会初出場が決定している。

## 歴史

### 20世紀
1953年、ヨルダン代表の初の国際試合がエジプトで行われ、シリアに1-3で敗れた。FIFAワールドカップには1986年メキシコ大会・予選から参加していたが、40年間アジア予選の壁に阻まれ続けた。1997年、1999年のパンアラブ競技大会で連続優勝を果たすも、ワールドカップ予選では1998年フランス大会、2002年日韓大会でそれぞれ1次予選敗退と早期敗退が続いた。   

### 2004年アジアカップでの躍進
2002年、代表監督にエジプト出身のマハムード・エル＝ゴハリが就任。マハムードに率いられたヨルダンは順調に2004年中国アジアカップ・予選を勝ち抜いた。翌年開催された本大会では、初出場ながらグループリーグを1勝2分・2位で突破した（組は韓国、クウェート、アラブ首長国連邦）。ベスト4を懸けた準々決勝では前回大会王者の日本との対戦となり、先制点を奪ったが追いつかれ、120分で1-1と決着が着かずPK戦に突入した。そのPK戦では2人目の時点で2-0とリードしていたが、日本主将の宮本恒靖の抗議によりサイドが変更されると勢いが変わり、4〜7人目で川口能活に4人連続で止められ逆転負けで敗退した。アジアカップ後の8月、FIFAランキングにおいて過去最高位となる37位を記録している。 
2006年ドイツW杯・アジア予選1次予選では同組のイランやカタールを下して3連勝するも、初の最終予選進出はならなかった。2007年に開催されるアジアカップの予選では前回大会の成績によりポットAに属していたにもかかわらず、UAE、オマーンに次ぐグループ3位に終わり、本大会出場権を得られなかった。 

### 2010年代
AFCアジアカップ2011（カタール開催）では、1次リーグで日本と引き分けるなど勝ち点7を獲得し、2大会ぶりにベスト8進出を果たした。 
2014年ブラジルW杯アジア予選では4次予選を終えB組3位の成績でA組3位のウズベキスタンとアジア第5代表の座を争う5次予選に進出した。そのプレーオフでは2試合合計2-2で延長戦でも決着が着かずPK戦となったが、そのPK戦に9-8と勝利し大陸間プレーオフへ進出した。その大陸間プレーオフでは南米予選5位のウルグアイと対戦。第1戦を最終予選で無敗だったホームで迎えたが、強力な攻撃力を前に0-5で大敗。アウェーでの第2戦は何とか引き分けには持ち込んだものの、2試合で1分1敗、合計スコア0-5で本大会出場はならなかった。2015年のアジアカップでは1勝2敗でグループリーグ敗退だった。
2018年ロシアW杯アジア予選では2次予選で同組のオーストラリアに対しホームで2-0と勝利するなどグループ2位につけたが、各組2位中の上位4か国に入れず2次予選で敗退した。
2019年UAEアジアカップでは、最下位ポットで組み合わせ抽選されたが、グループB（オーストラリア、シリア、パレスチナ）の開幕戦で前回王者オーストラリアに勝利するなど、同国を抑えて2勝1分の首位で決勝トーナメント（ベスト16）に進出した。ラウンドオブ16では、グループリーグを辛くも3位通過したベトナムにPK戦で敗北した。

### 2020年代
2023年カタールアジアカップでは初戦のマレーシア戦で前半に3得点を挙げるなど4-0で快勝すると、続く韓国戦では前半9分にソン・フンミンにPKから得点を奪われるも前半終了間際に逆転ゴールを決めたヤザン・アル・ナイマトの活躍もあり、勝点1を獲得した。3戦目のバーレーン戦は前半34分にアブドゥラー・ユスフ・ヘラルに先制ゴールを決められそのまま0-1で敗れグループE3位に転落したが、各組3位チームの1位に入ったことでグループリーグ突破が確定。決勝トーナメント1回戦で日本に勝利し3連勝でグループD1位通過を決めたイラクと対戦した。前半終了間際にアイマトが先制ゴールを決め、76分にアイマン・フセインのゴールによって一時逆転されるも、試合終了間際の連続ゴールで逆転し大逆転で3大会ぶりに準々決勝に進出。準々決勝はこの大会初出場のタジキスタンと対戦し66分にバフダト・ハノノフのオウンゴールで先制点を奪い、そのまま逃げ切って初のベスト4進出を決めた。準決勝はグループリーグ第2戦の再戦となった韓国と対戦し、53分にナイマトの先制ゴールなど後半に2点を奪って初の決勝進出を果たした。決勝は2019年大会優勝かつ開催国のカタールと対戦した。前半22分にアクラム・アフィーフにPKを決められ先制点を奪われるも、67分にアイマトが同点ゴールを決める。しかし、その後にアフィーフにPKから2得点を奪われヨルダン史上初のアジアカップ優勝にあと一歩届かなかった。

#### W杯初出場
2026年北中米W杯アジア予選では、2次予選でサウジアラビアを得失点差で上回り、グループ首位で前述の2014年ブラジル大会予選以来3大会ぶりに最終予選進出が決まった。最終予選も韓国に次ぐ2位で突破し、11大会目の挑戦で初のワールドカップ出場を勝ち取った。

## 成績

### FIFAワールドカップ
- 1950年 - 不参加
- 1954年 - 不参加
- 1958年 - 不参加
- 1962年 - 不参加
- 1966年 - 不参加
- 1970年 - 不参加
- 1974年 - 不参加
- 1978年 - 不参加
- 1982年 - 不参加
- 1986年 - 1次予選敗退
- 1990年 - 1次予選敗退
- 1994年 - 1次予選敗退
- 1998年 - 1次予選敗退
- 2002年 - 1次予選敗退
- 2006年 - 1次予選敗退
- 2010年 - 3次予選敗退
- 2014年 - 大陸間プレーオフ敗退
- 2018年 - 2次予選敗退
- 2022年 - 2次予選敗退
- 2026年 - 本大会出場権獲得

### AFCアジアカップ
| 開催年 | 結果               | 試合     | 勝利     | 引分     | 敗戦     | 得点     | 失点     |
| ------ | ------------------ | -------- | -------- | -------- | -------- | -------- | -------- |
| 1956   | 不参加             | 不参加   | 不参加   | 不参加   | 不参加   | 不参加   | 不参加   |
| 1960   | 不参加             | 不参加   | 不参加   | 不参加   | 不参加   | 不参加   | 不参加   |
| 1964   | 不参加             | 不参加   | 不参加   | 不参加   | 不参加   | 不参加   | 不参加   |
| 1968   | 不参加             | 不参加   | 不参加   | 不参加   | 不参加   | 不参加   | 不参加   |
| 1972   | 予選敗退           | 予選敗退 | 予選敗退 | 予選敗退 | 予選敗退 | 予選敗退 | 予選敗退 |
| 1976   | 不参加             | 不参加   | 不参加   | 不参加   | 不参加   | 不参加   | 不参加   |
| 1980   | 不参加             | 不参加   | 不参加   | 不参加   | 不参加   | 不参加   | 不参加   |
| 1984   | 予選敗退           | 予選敗退 | 予選敗退 | 予選敗退 | 予選敗退 | 予選敗退 | 予選敗退 |
| 1988   | 予選敗退           | 予選敗退 | 予選敗退 | 予選敗退 | 予選敗退 | 予選敗退 | 予選敗退 |
| 1992   | 不参加             | 不参加   | 不参加   | 不参加   | 不参加   | 不参加   | 不参加   |
| 1996   | 予選敗退           | 予選敗退 | 予選敗退 | 予選敗退 | 予選敗退 | 予選敗退 | 予選敗退 |
| 2000   | 予選敗退           | 予選敗退 | 予選敗退 | 予選敗退 | 予選敗退 | 予選敗退 | 予選敗退 |
| 2004   | ベスト8            | 4        | 1        | 3        | 0        | 3        | 1        |
| 2007   | 予選敗退           | 予選敗退 | 予選敗退 | 予選敗退 | 予選敗退 | 予選敗退 | 予選敗退 |
| 2011   | ベスト8            | 4        | 2        | 1        | 1        | 5        | 4        |
| 2015   | グループリーグ敗退 | 3        | 1        | 0        | 2        | 5        | 4        |
| 2019   | ベスト16           | 4        | 2        | 2        | 0        | 4        | 1        |
| 2023   | 準優勝             | 7        | 4        | 1        | 2        | 13       | 8        |
| 合計   | 5/18               | 22       | 10       | 7        | 5        | 30       | 18       |

### 西アジアサッカー選手権
| 開催年 | 結果               | 試合 | 勝利 | 引分 | 敗戦 | 得点 | 失点 | 得失点 |
| ------ | ------------------ | ---- | ---- | ---- | ---- | ---- | ---- | ------ |
| 2000   | 4位                | 4    | 1    | 2    | 1    | 3    | 4    | -1     |
| 2002   | 準優勝             | 4    | 3    | 0    | 1    | 6    | 4    | +2     |
| 2004   | 3位                | 4    | 2    | 1    | 1    | 7    | 3    | +4     |
| 2007   | ベスト4            | 3    | 1    | 0    | 2    | 3    | 2    | +1     |
| 2008   | 準優勝             | 4    | 2    | 1    | 1    | 7    | 3    | +4     |
| 2010   | グループリーグ敗退 | 2    | 0    | 2    | 0    | 3    | 3    | 0      |
| 2012   | グループリーグ敗退 | 2    | 0    | 0    | 2    | 1    | 3    | -2     |
| 2014   | 準優勝             | 4    | 2    | 1    | 1    | 3    | 3    | 0      |
| 2019   | グループリーグ敗退 | 3    | 1    | 1    | 1    | 4    | 2    | +2     |
| 合計   | 9/9                | 30   | 12   | 8    | 10   | 37   | 27   | +10    |

### アラブカップ
| 開催年 | 結果               | 試合   | 勝利   | 引分   | 敗戦   | 得点   | 失点   |
| ------ | ------------------ | ------ | ------ | ------ | ------ | ------ | ------ |
| 1963   | グループリーグ敗退 | 4      | 0      | 0      | 4      | 1      | 14     |
| 1964   | グループリーグ敗退 | 4      | 0      | 1      | 3      | 3      | 10     |
| 1966   | グループリーグ敗退 | 4      | 1      | 1      | 2      | 6      | 7      |
| 1985   | グループリーグ敗退 | 2      | 0      | 0      | 2      | 0      | 6      |
| 1988   | 4位                | 6      | 2      | 1      | 3      | 4      | 7      |
| 1992   | グループリーグ敗退 | 2      | 0      | 0      | 2      | 2      | 5      |
| 1998   | グループリーグ敗退 | 2      | 1      | 0      | 1      | 2      | 3      |
| 2002   | ベスト4            | 5      | 2      | 2      | 1      | 7      | 6      |
| 2012   | 不参加             | 不参加 | 不参加 | 不参加 | 不参加 | 不参加 | 不参加 |
| 2021   | ベスト8            | 4      | 2      | 0      | 2      | 7      | 8      |
| 合計   | 9/10               | 33     | 8      | 5      | 20     | 32     | 66     |

### パンアラブ競技大会
| 開催年 | 結果               | 試合   | 勝利   | 引分   | 敗戦   | 得点   | 失点   | 得失点 |
| ------ | ------------------ | ------ | ------ | ------ | ------ | ------ | ------ | ------ |
| 1953   | 4位                | 3      | 1      | 0      | 2      | 7      | 7      | 0      |
| 1957   | グループリーグ敗退 | 2      | 0      | 0      | 2      | 2      | 5      | -3     |
| 1961   | グループリーグ敗退 | 2      | 0      | 1      | 1      | 2      | 4      | -2     |
| 1965   | グループリーグ敗退 | 2      | 0      | 0      | 2      | 0      | 3      | -3     |
| 1976   | グループリーグ敗退 | 2      | 0      | 1      | 1      | 2      | 3      | -1     |
| 1985   | グループリーグ敗退 | 2      | 0      | 0      | 2      | 1      | 4      | -3     |
| 1992   | グループリーグ敗退 | 2      | 0      | 1      | 1      | 2      | 5      | -3     |
| 1997   | 優勝               | 5      | 4      | 1      | 0      | 7      | 2      | +5     |
| 1999   | 優勝               | 7      | 6      | 0      | 1      | 18     | 7      | +11    |
| 2007   | 不参加             | 不参加 | 不参加 | 不参加 | 不参加 | 不参加 | 不参加 | 不参加 |
| 2011   | 準優勝             | 5      | 2      | 2      | 1      | 6      | 2      | +4     |
| 合計   | 10/11              | 32     | 13     | 6      | 13     | 47     | 42     | +5     |

## 歴代監督
| 名前                               | 国籍                         | 期間      |
| ---------------------------------- | ---------------------------- | --------- |
| ダニー・マクレナン                 | スコットランドの旗           | 1984      |
| エジソン・アラウージョ・タヴァレス | ブラジルの旗                 | 1986      |
| ムハンマド・アワド                 | ヨルダンの旗                 | 1992-2000 |
| ブランコ・スミリャニッチ           | ユーゴスラビア連邦共和国の旗 | 2000-2002 |
| マハムード・エル＝ゴハリ           | エジプトの旗                 | 2002-2007 |
| ネロ・ヴィンガダ                   | ポルトガルの旗               | 2007-2009 |
| アドナーン・ハマド                 | イラクの旗                   | 2009-2013 |
| ホサーム・ハサン                   | エジプトの旗                 | 2013-2014 |
| レイ・ウィルキンス                 | イングランドの旗             | 2014-2015 |
| アハマド・アブドゥルカーディル     | ヨルダンの旗                 | 2015      |
| ポール・ピュト                     | ベルギーの旗                 | 2015-2016 |
| アブドッラー・アブー・ゼマア       | ヨルダンの旗                 | 2016      |
| ハリー・レドナップ                 | イングランドの旗             | 2016      |
| アブドッラー・アブー・ゼマア       | ヨルダンの旗                 | 2016      |
| アブドッラー・メスフェル           | アラブ首長国連邦の旗         | 2016-2017 |
| ジャマール・アブー・アービド       | ヨルダンの旗                 | 2017-2018 |
| フィタル・ボルケルマンス           | ベルギーの旗                 | 2018-2021 |
| アドナーン・ハマド                 | イラクの旗                   | 2021-2023 |
| フセイン・アムータ                 | モロッコの旗                 | 2023-2024 |
| ジャマール・セラーミ               | モロッコの旗                 | 2024-     |

## 歴代選手

### GK
- アーメル・シャフィーア
- ヤズィード・アブー・レイラ

### DF
- ウダイ・ザハラーン
- ヤザン・アッ＝アラブ
- アブダッラー・ナシブ

### MF
- バハー・アブドッラフマーン
- ハッサン・アブデル＝ファタア
- サイード・アル＝ムルジャーン
- ムンゼル・アブー・アマーラ
- ラジャーイー・アーイド
- ハリール・バニーアティーエ
- オマル・ハーニー

### FW
- ムーサ・アッ＝タアマリー
- バハー・ファイサル
- タエル・バワブ
- ハムゼ・アッ＝ダルドゥール
- ムスアブ・アッ＝ラッハーム
- アハマド・ハーイル
- アブダッラー・ディーブ
- ヤザン・アッ＝ナイマト
- アリ・オルワン